# Puerta Nueva (Córdoba)
La puerta Nueva fue una puerta de acceso situada en el tramo este de la muralla de la Axerquía de Córdoba (España). Se encontraba en el extremo este de la actual calle Alfonso XII y comunicaba el barrio de la Magdalena con el Campo de San Antón.

## Historia
Esta puerta fue construida en 1569. De arco de medio punto, fue modificada en el año 1723 para su consolidación. Desde entonces se le llamó Puerta Nueva.
Frente a ella casi muere en 1808 el general Dupont por un tiro que el juez de paz Pedro Moreno realizó desde un balcón de la actual calle Alfonso XII. Esta puerta fue la entrada elegida en todas las visitas reales que tuvo la ciudad: Felipe II, Felipe IV, Carlos IV, Fernando VII e Isabel II, por ser el antiguo camino que llevaba a la capital del reino así como al norte de España. Con motivo de la visita de Isabel II a Córdoba en el año 1862, se elevó un arco de triunfo frente a la puerta para la conmemoración de su visita.
Finalmente, la puerta fue demolida en el año 1895.